# Left of Self-Centered
Left of Self-Centered — дебютный студийный альбом американского рок-музыканта Бутча Уокера. Он был выпущен 9 июля 2002 года лейблами BMG и Arista Records.
Альбом получил положительные отзывы критиков.

## Отзывы
| Оценки критиков | Оценки критиков |
| Источник        | Оценка          |
| --------------- | --------------- |
| Allmusic        | [ 1 ]           |
| Sputnikmusic    | [ 2 ]           |

Альбом получил положительные отзывы критиков.
В Allmusic отметили, что «С мощной игрой, мускулистым продюсированием и уверенностью в себе, он бороздит эти мелодии, как опытный профессионал. В итоге получается около 40 минут классического рока без претензий, который никогда не звучит устаревшим или проходным».

## Список композиций
Все треки написал Бутч Уокер.
1. «Rock Vocal Power» — 1:56
2. «My Way» — 4:00
3. «Suburbia» — 4:07
4. «Trouble» — 3:58
5. «Alicia Amnesia» — 3:42
6. «Sober» — 3:20
7. «Into the Black» — 3:38
8. «Get Down» — 4:03
9. «Far Away from Close» — 3:52
10. «Diary of a San Fernando Sexx Star» — 3:39
11. «If (Jeannie’s Song)» — 4:53
12. «Take Tomorrow (One Day at a Time)» — 4:30
13. «Get Stupid with You» (скрытый трек) — 4:58